# Joel Ordóñez
Joel Leandro Ordóñez Guerrero (Guayaquil, 21 de abril de 2004) es un futbolista ecuatoriano. Juega de defensa y su equipo actual es el Club Brujas de la Primera División de Bélgica.

## Trayectoria
Ordóñez es un juvenil producto del Club Deportivo Azogues y del Independiente del Valle. Inició su carrera profesional con Independiente del Valle en 2022. Hizo su debut sénior y profesional en un empate 0-0 por la Serie A de Ecuador contra el Guayaquil City el 9 de abril de 2022. Tras jugar 12 partidos en la categoría absoluta con Independiente del Valle, entre campeonato nacional, Copa Ecuador y Copa Libertadores, pasó al club belga NXT, filial del Club Brujas, el 2 de agosto de 2022. El 19 de agosto de 2022 fue ascendido al primer equipo del Brujas.

## Selección nacional
Ordóñez representó a Ecuador por primera vez a nivel internacional con la selección de Ecuador sub-15 como capitán en el Campeonato Sudamericano de Fútbol Sub-15 de 2019. Fue citado a la selección sub-20 para el Campeonato Sudamericano de Fútbol Sub-20, pero no fue liberado por su club para el torneo.
En marzo de 2023 fue convocado a la selección absoluta para los amistosos ante Australia.
El 9 de mayo de 2023 fue convocado para la Copa Mundial de Fútbol Sub-20 de 2023.
El 29 de mayo de 2024, fue incluido en la lista de 26 futbolistas convocados por Félix Sánchez Bas para su participación en la Copa América 2024.

### Categorías inferiores

#### Participaciones en Sudamericanos
| Campeonato                  | Sede     | Resultado    | Partidos | Goles |
| --------------------------- | -------- | ------------ | -------- | ----- |
| Sudamericano Sub-15 de 2019 | Paraguay | Primera fase | 4        | 0     |

#### Participaciones en mundiales
| Copa                        | Sede      | Resultado        | Partidos | Goles |
| --------------------------- | --------- | ---------------- | -------- | ----- |
| Copa Mundial Sub-20 de 2023 | Argentina | Octavos de final | 4        | 0     |

### Selección absoluta

#### Participaciones en eliminatorias
| Eliminatorias      | Sede            | Resultado   | Partidos | Goles |
| ------------------ | --------------- | ----------- | -------- | ----- |
| Eliminatorias 2026 | América del Sur | Clasificado | 6        | 0     |

#### Participaciones en Copa América
| Copa              | Sede           | Resultado        | Partidos | Goles |
| ----------------- | -------------- | ---------------- | -------- | ----- |
| Copa América 2024 | Estados Unidos | Cuartos de final | 0        | 0     |

### Partidos internacionales
Actualizado al último partido disputado el 10 de junio de 2025.
| \| N.° \| Fecha \| Ciudad \| Rival \| Resultado \| Resultado \| Competencia \| \| --- \| ----------------------- \| ------------ \| --------- \| --------- \| --------- \| ----------------------------- \| \| 1. \| 21 de marzo de 2024 \| Harrison \| Guatemala \| 2-0 \| Victoria \| Amistoso \| \| 2. \| 12 de junio de 2024 \| Chester \| Bolivia \| 3-1 \| Victoria \| Amistoso \| \| 3. \| 14 de noviembre de 2024 \| Guayaquil \| Bolivia \| 4-0 \| Victoria \| Eliminatorias al Mundial 2026 \| \| 4. \| 19 de noviembre de 2024 \| Barranquilla \| Colombia \| 1-0 \| Victoria \| Eliminatorias al Mundial 2026 \| \| 5. \| 21 de marzo de 2025 \| Quito \| Venezuela \| 2-1 \| Victoria \| Eliminatorias al Mundial 2026 \| \| 6. \| 25 de marzo de 2025 \| Santiago \| Chile \| 0-0 \| Empate \| Eliminatorias al Mundial 2026 \| \| 7. \| 5 de junio de 2025 \| Guayaquil \| Brasil \| 0-0 \| Empate \| Eliminatorias al Mundial 2026 \| \| 8. \| 10 de junio de 2025 \| Lima \| Perú \| 0-0 \| Empate \| Eliminatorias al Mundial 2026 \| |                         |              |           |           |           |                               |
| N.° | Fecha                   | Ciudad       | Rival     | Resultado | Resultado | Competencia                   |
| 1. | 21 de marzo de 2024     | Harrison     | Guatemala | 2-0       | Victoria  | Amistoso                      |
| 2. | 12 de junio de 2024     | Chester      | Bolivia   | 3-1       | Victoria  | Amistoso                      |
| 3. | 14 de noviembre de 2024 | Guayaquil    | Bolivia   | 4-0       | Victoria  | Eliminatorias al Mundial 2026 |
| 4. | 19 de noviembre de 2024 | Barranquilla | Colombia  | 1-0       | Victoria  | Eliminatorias al Mundial 2026 |
| 5. | 21 de marzo de 2025     | Quito        | Venezuela | 2-1       | Victoria  | Eliminatorias al Mundial 2026 |
| 6. | 25 de marzo de 2025     | Santiago     | Chile     | 0-0       | Empate    | Eliminatorias al Mundial 2026 |
| 7. | 5 de junio de 2025      | Guayaquil    | Brasil    | 0-0       | Empate    | Eliminatorias al Mundial 2026 |
| 8. | 10 de junio de 2025     | Lima         | Perú      | 0-0       | Empate    | Eliminatorias al Mundial 2026 |

## Estadísticas

### Clubes
Actualizado al último partido disputado el 27 de julio de 2025.
| Club                              | Div.          | Temporada     | Liga  | Liga  | Copas nacionales | Copas nacionales | Copas internacionales | Copas internacionales | Total | Total |
| Club                              | Div.          | Temporada     | Part. | Goles | Part.            | Goles            | Part.                 | Goles                 | Part. | Goles |
| --------------------------------- | ------------- | ------------- | ----- | ----- | ---------------- | ---------------- | --------------------- | --------------------- | ----- | ----- |
| Independiente del Valle · Ecuador | 1.ª           | 2022          | 8     | 0     | 1                | 0                | 3                     | 0                     | 12    | 0     |
| Independiente del Valle · Ecuador | Total club    | Total club    | 8     | 0     | 1                | 0                | 3                     | 0                     | 12    | 0     |
| Club NXT · Bélgica                | 2.ª           | 2022-23       | 29    | 1     | —                | —                | —                     | —                     | 29    | 1     |
| Club NXT · Bélgica                | 2.ª           | 2023-24       | 3     | 1     | —                | —                | —                     | —                     | 3     | 1     |
| Club NXT · Bélgica                | Total club    | Total club    | 32    | 2     | 0                | 0                | 0                     | 0                     | 32    | 2     |
| Club Brujas · Bélgica             | 1.ª           | 2023-24       | 19    | 0     | 3                | 0                | 11                    | 0                     | 33    | 0     |
| Club Brujas · Bélgica             | 1.ª           | 2024-25       | 33    | 1     | 4                | 2                | 12                    | 0                     | 49    | 3     |
| Club Brujas · Bélgica             | 1.ª           | 2025-26       | 1     | 1     | 1                | 0                | 0                     | 0                     | 2     | 1     |
| Club Brujas · Bélgica             | Total club    | Total club    | 53    | 2     | 8                | 2                | 23                    | 0                     | 84    | 4     |
| Total carrera                     | Total carrera | Total carrera | 93    | 4     | 9                | 2                | 26                    | 0                     | 128   | 6     |
| 1. 2.                             |               |               |       |       |                  |                  |                       |                       |       |       |

### Selección
Actualizado al último partido disputado el 10 de junio de 2025.
| Selección       | Año             | Amistosos | Amistosos | Amistosos | Continental | Continental | Continental | Mundial | Mundial | Mundial | Total | Total | Total  | Media goleadora |
| Selección       | Año             | Part.     | Goles     | Asist.    | Part.       | Goles       | Asist.      | Part.   | Goles   | Asist.  | Part. | Goles | Asist. | Media goleadora |
| --------------- | --------------- | --------- | --------- | --------- | ----------- | ----------- | ----------- | ------- | ------- | ------- | ----- | ----- | ------ | --------------- |
| Sub-15          | 2019            | —         | —         | —         | 4           | 0           | 0           | —       | —       | —       | 4     | 0     | 0      | 0               |
| Sub-20          | 2023            | —         | —         | —         | —           | —           | —           | 4       | 0       | 0       | 4     | 0     | 0      | 0               |
| Absoluta        | 2024            | 2         | 0         | 0         | 2           | 0           | 0           | —       | —       | —       | 4     | 0     | 0      | 0               |
| Absoluta        | 2025            | 0         | 0         | 0         | 4           | 0           | 0           | —       | —       | —       | 4     | 0     | 0      | 0               |
| Absoluta        | Total           | 2         | 0         | 0         | 6           | 0           | 0           | 0       | 0       | 0       | 8     | 0     | 0      | 0               |
| Total selección | Total selección | 2         | 0         | 0         | 10          | 0           | 0           | 4       | 0       | 0       | 16    | 0     | 0      | 0               |
| 1. 2.           |                 |           |           |           |             |             |             |         |         |         |       |       |        |                 |

## Palmarés

### Campeonatos nacionales
| Título                      | Club        | Año  |
| --------------------------- | ----------- | ---- |
| Primera División de Bélgica | Club Brujas | 2024 |
| Copa de Bélgica             | Club Brujas | 2025 |
| Supercopa de Bélgica        | Club Brujas | 2025 |